# Windpark Burgervlotbrug
Windpark Burgervlotbrug is een windmolenpark gelegen op het grondgebied van de Nederlandse gemeente Schagen in de Nederlandse provincie Noord-Holland bij het dorp Burgervlotbrug.
Het park bestaat uit negen molens van het type Vestas V52 met 850kW nominaal vermogen. Het park is gebouwd in 2009 en staat in een rijopstelling lang het Noordhollandsch Kanaal. Kennemerwind bezit vijf molens. De andere vier molens zijn in particulier bezit ze zijn vernoemd naar bestaande windmolens in Nederland. Ze heten De Bonte Hen, De Trouwe Wachter, De Blauwe Reiger en De Vier Winden. 
De elektriciteit wordt verkocht via Greenchoice in een participatiemodel onder de naam De Windcentrale